# Брюкселски свободен университет
Вижте пояснителната страница за други значения на Брюкселски университет.
Брюкселският свободен университет (на френски: Université Libre de Bruxelles) е университет в Иксел, Белгия. Основан е през 1834 година с усилията на брюкселски либерални интелектуалци като реакция срещу предвижданото създаване на католически университет в Мехелен. През 1970 година, малко след разделянето на Льовенския католически университет на езиков принцип, университетът в Брюксел също се разделя на френскоезичен Брюкселски свободен университет и нидерландскоезичен Свободен университет Брюксел.

## Известни личности
Преподаватели
- Емил Вандервелд (1866 – 1938), политик
- Пол-Емил Жансон (1872 – 1944), политик
- Огюст Пикар (1884 – 1962), физик
- Иля Пригожин (1917 – 2003), физикохимик
- Харун Тазиев (1914 – 1998), вулканолог
- Лиз Тири (р. 1921), биоложка и политик

Студенти
- Педру Америку (1843 – 1905), бразилски художник
- Жул Борде (1870 – 1961), биолог
- Владимир Бурилков (1882 – 1968), български журналист
- Емил Вандервелд (1866 – 1938), политик
- Никола Генадиев (1868 – 1923), български политик
- Камий Гут (1884 – 1971), политик
- Андре Делво (1926 – 2002), режисьор
- Пиер Делин (р. 1944), математик
- Жул Дестре (1863 – 1936), политик
- Пол-Емил Жансон (1872 – 1944), политик
- Стефан Киров (1861 – 1948), български юрист
- Фернан Кнопф (1858 – 1921), художник
- Жозе-Андре Лакур (1919 – 2005), писател
- Шарл Мишел (р. 1975), политик
- Атанас Москов (1903 – 1995), български политик
- Мари Поплен (1846 – 1913), феминистка
- Иля Пригожин (1917 – 2003), физикохимик